# Szewczenkowe (rejon nikopolski)
Szewczenkowe (ukr. Шевченкове) – wieś na Ukrainie, w obwodzie dniepropetrowskim, w rejonie nikopolskim, w hromadzie Perszotrawnewe. W 2001 liczyła 453 mieszkańców, spośród których 436 wskazało jako ojczysty język ukraiński, 16 rosyjski, a 1 białoruski.